# Johann Jacob Wehrli
Johann Jacob Wehrli (født 6. november 1790 i Eschikofen, Thurgau, død 15. marts 1855 i Andwil, Thurgau) var en schweizisk skolemand.
Wehrli blev 1810 knyttet til Philipp Emanuel von Fellenbergs anstalt på Hofwil og var her i 24 år ikke blot lærer og tilsynsmand for de forældreløse børn, men også deres opdrager og fader, og han udførte sin gerning med en energi, en udholdenhed og et så betydeligt underviser- og opdragertalent, at den mest ubetingede anerkendelse blev ham til del. I 1833 blev Wehrli seminarieforstander i Kreuzlingen ved Boden-søen. Efter Hofwils mønster opstod i Schweiz en lang række opdragelsesanstalter, de såkaldte Wehrli-skoler, i hvilke undervisning og landbrugsarbejde går hånd i hånd. I 1896 talte man 128 af disse anstalter, der havde virkeliggjort de ideer, der foresvævede Johann Heinrich Pestalozzi på Neuhof. I det væsentligste følger de fleste redningsanstalter det af Wehrli givne mønster. På foranledning af Fellenberg udgav Wehrli to hefter Naturkundliche Unterhaltungen (Berlin 1832 og 1833); men forfatteren Wehrli viser sig her at stå tilbage for skolemanden Wehrli.